# Pokazne, Mîhailivka
Pokazne (în ucraineană Показне, în germană Kostheim) este un sat în comuna Plodorodne din raionul Mîhailivka, regiunea Zaporijjea, Ucraina. Satul a fost locuit de germanii pontici.  

## Demografie
Componența lingvistică a localității Pokazne
     Ucraineană (68,38%)
     Rusă (30,8%)
     Alte limbi (0,82%)
Conform recensământului din 2001, majoritatea populației localității Pokazne era vorbitoare de ucraineană (68,38%), existând în minoritate și vorbitori de rusă (30,8%).